# پارک مار نیکولاس
پارک مار نیکولاس یا پارک سنت نیکلاس (عربی: منتزه مار نيقولا)، (انگلیسی: Saint Nicolas Garden) یک پارک عمومی واقع در خیابان «شارل مالک» در منطقه اشرفیه است و یکی از بزرگترین پارک‌های بیروت است. این پارک که در سال ۱۹۶۴ افتتاح شد، توسط معمار لبنانی فردیناند داغر طراحی شده‌است. این باغ که با چهره کلیسای جامع ارتدکس یونان مقدس نیکلاس مطابقت دارد، به نام نیکلاس قدیس نامگذاری شده‌است.

## موقعیت
پارک مار نیکولاس در خیابان شارل مالک روبروی کلیسای سنت نیکولاس، به‌طور خاص بین پل فؤاد چهاب و منطقه اشرفیه واقع شده‌است. مساحت این باغ ۲۲۰۰۰ متر مربع می‌باشد.

## حفاظت و نگهداری
پارک مار نیکولاس نقش حیاطی در سلامت شهر برای تأمین اکسیژن ساکنان را دارا می‌باشد و همچنین به زیبایی شهر نیز جلوه خاصی بخشیده‌است. به همین خاطر دولت لبنان در سال ۲۰۱۹ برای حفظ و نگهداری از این پارک وارد همکاری با بخش خصوصی شد که نمونه موفقی از همکاری دولتی و بخش خصوصی در لبنان می‌باشد.